# Félix Lancís Sánchez
Félix Lancís Sánchez (20 tháng 11 năm 1900 – 1976) là bác sĩ và chính khách người Cuba.
Félix từng hành nghề luật sư, rồi về sau lên làm Thượng nghị sĩ, Bộ trưởng Bộ Giáo dục và hai lần giữ chức Thủ tướng Cuba (1944–1945 và 1950–1951). Ông kết hôn với Carmelina Barba. Félix qua đời ở La Habana, Cuba, thọ 75 tuổi.